# Радио Татарстана

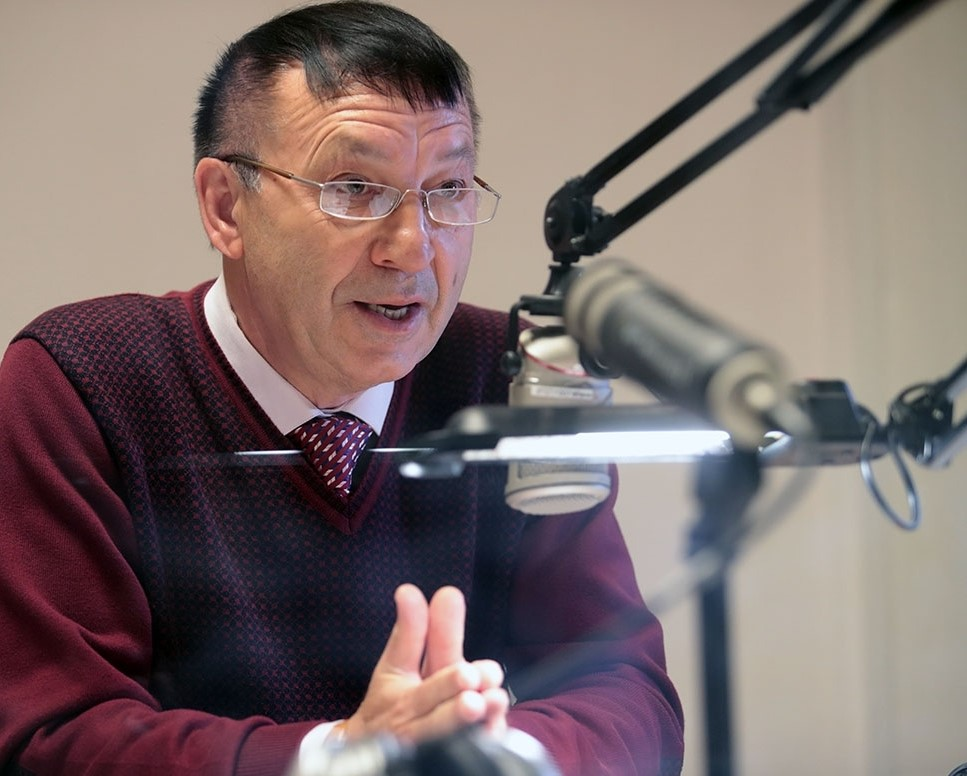
Талгат Хаматшин, известный диктор радио. Казань, 2017.

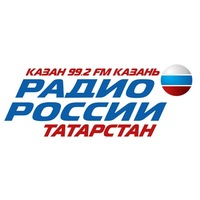
Логотип 2020 года

Радио Татарстана (тат. Татарстан радиосы) — региональная государственная радиостанция, вещающее на общественно-политические и культурные темы на татарском и русском языках. С 2005 года  входит в состав Всероссийской государственной телевизионной и радиовещательной компании (ВГТРК).

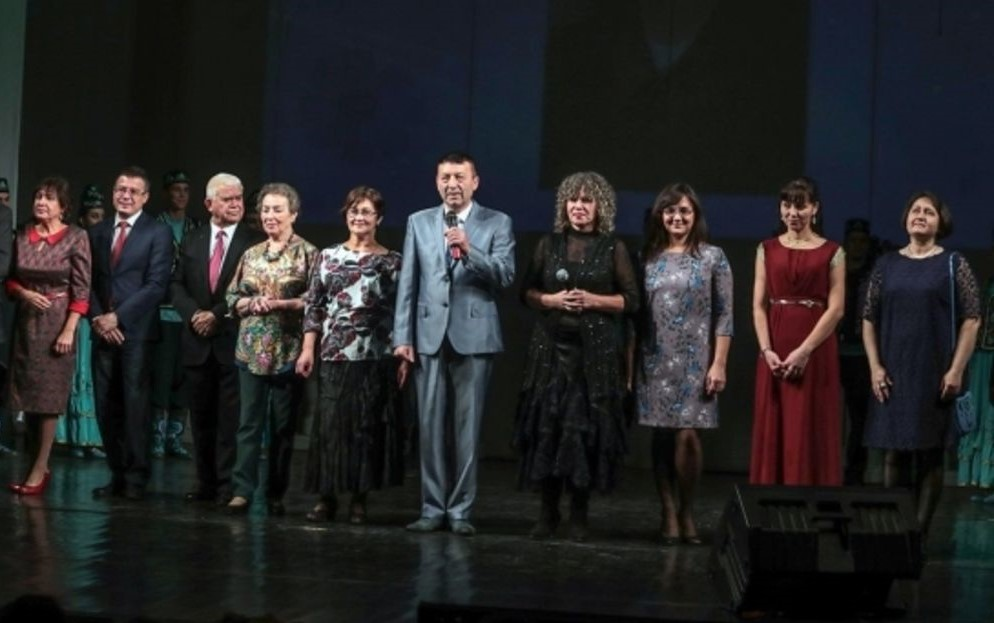
Коллектив Радио Татарстана. Казань, 2017 г..

## История

### 1920-е
1 мая 1921 года на нынешней площади Свободы в г. Казани был установлен рупор, усиливающий телефонный разговор. Он становится важным устройством для сообщения важных политических событий в стране и в республике. Через несколько дней газета «Известия» распространила это сообщение по всей стране. Эта новость привлекла внимание Владимира Ленина. Он дал указание секретарю Совнаркома Н. Горбунову попробовать подобную технологию и в Москве и в Ленинграде. Вскоре после этого молодое Советское правительство приняло один за другим важные декреты, направленных на расширение радиосвязи в стране. Еще в начале 1922 года Шамиль Усманов при концеренции делегатов VI партийной конференции выступил с предложением организовать радиостанцию в Казани.
Лишь к 10-летию Великой Октябрьской революции Шамилем Усмановым было получено разрешение на открытие радио. Ш.Усманов приступил к организационной работе, ездил в командировки в Москву, Ленинград, собирал соответствующих специалистов. Преодолев административные трудности, Шамиль Усманов вместе с другими активными деятелями татарской культуры добился того, чтобы 7 ноября 1927 года впервые в эфир вышла первая передача радио Татарстана.
Материалы для первых передач готовили журналисты печатных газет. Редакция Радио располагалась в здании Татарского драматического театра. (ныне Татарский театр драмы и комедии имени К. Тинчурина). Спектакли и концерты транслируются в прямом эфире, радио становится центром объединения молодых творческих сил. В этом здании коллектив радио работает до 1930 года.
Вещание на радио происходило на разных языках, приглашались музыканты и деятеля искусства всей страны. Так, в 1928 году на татарском радио выступил известный советский поэт Владимир Маяковский.

### 1930-е
8 апреля 1937 года Шамиль Усманов был арестован и назван «врагом народа». Заточенный во внутренней тюрьме у Чёрного озера Шамиль Усманов, пройдя через различные механизмы репрессионных процедур, во время последнего допроса наконец склоняется подписать страшные обвинения. Следователь протягивает ему железную ручку, взяв которую, Шамиль Усманов с размаху силой вводит ее в свой глаз. Острая ручка достигает мозга и писатель умирает, оставшись при своём мнении. 

### В годы Великой Отечественной войны
В годы Великой Отечественной войны многие газеты и журналы Татарской АССР были закрыты, а радио, наоборот, развивалось. В этот период увеличивается количество информационных программ, в эфире уделяется большое место музыке. До войны радио выходит в эфир в 6 часов 30 минут и вещает в течение 2,5 часов в сутки, а с сентября 1941 года выходит в эфир в 5 часов 30 минут и вещает в течение 3,5 часов в сутки. Нередко приказы верховного главнокомандующего и распоряжения Совинформбюро передавались на татарском языке перед передачей Москвы.

### После Великой Отечественной войны
Многие материалы радиоархива, собиравшиеся в фонотеке радио с 1948 года, были уничтожены в советское время из-за различных политических факторов.
В январе 1958 года выходит постановление Совета Министров ТАССР о преобразовании Отдела радиоинформации в Комитет по радиовещанию и телевидению при Совете Министров ТАССР. В октябре 1959 года Казанская студия телевидения вводится в эксплуатацию.

### 2000-2010е
С 2000х гг. начинается работа по перезаписи на современные носители и оцифровке записей из накопленной в течение многих лет фонотеки радио. 22 декабря 2004 года федеральное унитарное предприятие ВГТРК приняло решение о создании филиала в Республике Татарстане. В феврале 2005 года Минтимер Шаймиев подписал приказ об упразднении Татарстанской государственной теле-радиокомпании. С тех пор Радио Татарстана — филиал ВГТРК. При этом существующие национальные передачи выпускаются за счет бюджета Татарстана.
На сегодняшний день каждая передача радио сохраняется на сайте и доступна для прослушивания в любой удобный момент.

## Расположение
В 1927-1930е гг. радио располагалась в одном здании с Татарским драматическим театром. В 1930 году студия радио была переведена в трехэтажное здание на улице Карла Маркса, в котором размещалась Татарская национальная библиотека. А в 1939 году радио было перенесено в дом 15 по улице М. Горького — одно из зданий купца Кекина, выполнявшего в советское время функцию общежития. Коллектив проработал в этом здании до 2007 года. В 2007 году Радио Татарстана переехало в новое здание по улице Шамиля Усманова в г. Казани и располагается в нем до сих пор.
| Частота волн | Населенный пункт  |
| ------------ | ----------------- |
| 95,3 ФМ      | Азнакаево         |
| 103,9 ФМ     | Альметьевск       |
| 98,9 ФМ      | Атня              |
| 107,9 ФМ     | Алёшкин Саплык    |
| 100,3 ФМ     | Бавлы             |
| 92,1 ФМ      | Билярск           |
| 103,8 ФМ     | Буинск            |
| 99,2 ФМ      | Казань            |
| 101,6 ФМ     | Кушманы           |
| 103,5 ФМ     | Кутлу-Букаш       |
| 92,4 ФМ      | Муслюмово         |
| 98,8 ФМ      | Новошешминск      |
| 96,4 ФМ      | Сарманово         |
| 99,9 ФМ      | Лениногорск       |
| 92,1 ФМ      | Наб. Челны        |
| 101,1 ФМ     | Нижнекамск        |
| 87,6 ФМ      | Нурлат            |
| 98, 2 ФМ     | Совхоз им. Кирова |
| 104,8 ФМ     | Тетюши            |
| 102,9 ФМ     | Черемшан          |
| 107,5 ФМ     | Шемордан          |

## Передачи

### Программы
- «Между Волгой и Уралом» (тат. «Идел белән Урал арасында»), с 1958 года
- «Новый день» (тат. «Яңа көн»)
- «На волне Татарстана» (тат. «Татарстан дулкынында»), с 1990 года
- «Дружные семьи республики» (тат. «Пар канатлар»)
- «Время молодых» (тат. «Яшьлек аланы»)
- «Серебряный колокольчик» (тат. «Көмеш кыңгырау»)
- «Утренний луч» (тат. «Иртәнге нур»)
- «Горизонты» (тат. «Офыклар»)
- «Депутатский канал» (тат. “Депутат каналы”)
- «Литературные программы» (тат. Әдәбиятыбыз сәхифәләре)
- «7 дней» (тат. 7 көн)
- «Музыкальные передачи» (тат. Музыкаль тапшырулар)

#### Закрытые программы
- Взгляд в будущее (тат. «Киләчәккә карап»)
- «Сердәшханә»
- «Друзья природы» (тат. «Табигать дуслары»)
- «Писатели детям» (тат. Писатели детям)
- «Тел күрке — сүз», с 1975 года
- «Сад и огород» (тат. «Гөлбакча»)
- «Доброе братство — лучшее богатство»

## Между Волгой и Уралом

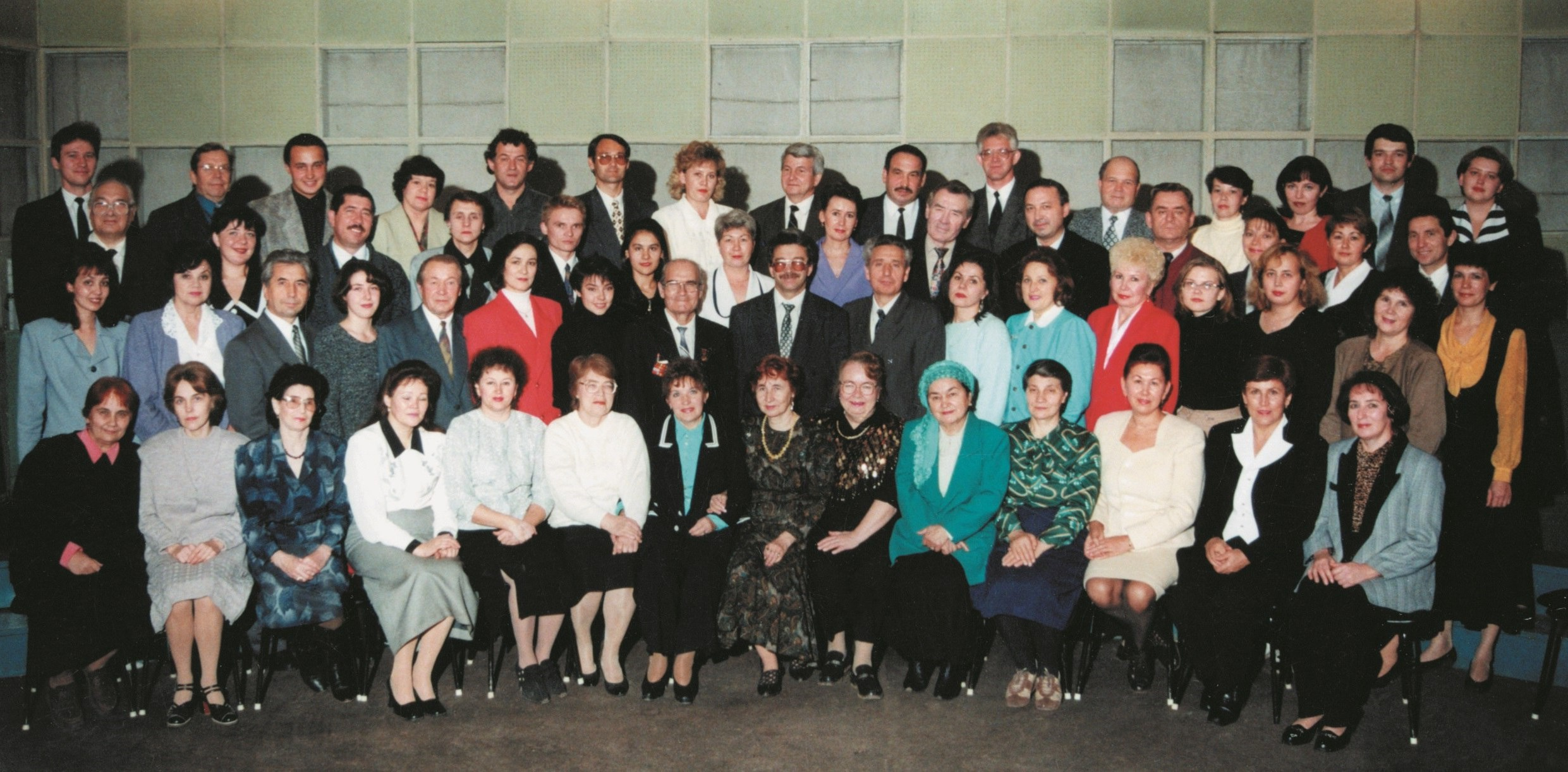
Коллектив Радио Татарстана. Казань, 1997 г.

С июня 1958 года по инициативе «радио Татарстана» впервые выходит радиожурнал шести автономных республик Поволжья под названием «Между Волгой и Уралом»: Башкортостана, Марий Эл, Мордовии, Татарстана, Удмуртии, Чувашии. В 1998 году к радиожурналу присоединяется и Республики Коми. Материалы радиожурнала готовятся на русском языке журналистами региональных радиокомпаний. В журнале освещаются вопросы культурного и социально-экономического развития республик, в прямом эфире создаются радиомосты.

## На волне Татарстана
Ежедневно в 13.10 по московскому времени выходит в эфир радиопередача «На волне Татарстана» (тат. Татарстан дулкынында) с начала 1990-х гг. Среди ее ведущих Рустем Файзуллин, Насим Акмал, Фания Лотфуллина, Раиль Садрутдинов, Лейсан Фаизова, Дина Камалова, Талгат Хаматшин (достаточно редко). В рамках передачи проходят беседы не только с деятелями культуры Республики Татарстан, но и с гостями Татарстана из регионов России и республик СНГ.

## Вещание
Частота выхода в эфир-252 кГц (1190 МГц) и УКВ 68.48 Мгц. В Татарстане также передается по кабельному радио. Эфирное время: между 6.00 и 8.00, между 10 и 11.00, между 12.10 и 14.00 (кроме понедельника). Суббота и воскресенье — с 8 до 14 часов.
Ежедневно на коротких волнах выходит передача «На волне Татарстана» (тат. Татарстан дулкынында): 8.10 — 15110 кГц, 10.10 — 9690 кГц, 12.10-15195 кГц.